# Илия Петров (революционер)
Илия Петров е български революционер, деец на Вътрешната македонска революционна организация.

## Биография
Илия Петров е роден в скопското село Любанци. След Първата световна война се присъединява към ВМРО и в 1924 година става войвода на Организацията в Скопска Църна гора.